# Eugène Louis Bouvier
Pour les articles homonymes, voir Bouvier.
Eugène Louis Bouvier (né le 9 avril 1856 à Saint-Laurent-en-Grandvaux et mort le 14 janvier 1944 à Maisons-Laffitte) est un carcinologue et entomologiste français.

## Carrière
Il est élève de l’école normale primaire de Lons-le-Saunier en 1872 puis de l'École normale supérieure de Saint-Cloud en 1881 ; il obtient l'agrégation de sciences naturelles en 1885, puis un doctorat ès sciences en 1887. Après avoir enseigné dans diverses écoles, il entre au Muséum national d'histoire naturelle en 1887. Il occupe la chaire d’entomologie de 1895 à 1931 où il succède à Émile Blanchard (1819-1900). Bien qu'il ne soit pas entomologiste de formation, il va réussir très vite à redynamiser les collections du Muséum en les ouvrant largement aux entomologistes parisiens, provinciaux et étrangers. Finalement, il instaurera, au laboratoire du Muséum, une forme d’entomologie participative qui permettra l’augmentation des collections tant en quantité (dons et legs) qu’en qualité (préparation, identification, classement),. 
Il est président de la Société zoologique de France en 1896 et de la Société entomologique de France en 1897. Il reçoit le prix Petit d'Ormoy en 1901. Il est élu membre de l’Académie des sciences le 7 juillet 1902 (section d'anatomie et de zoologie) et en sera le Président en 1925.
Il participe en 1905 à une campagne scientifique du prince Albert Ier de Monaco. Cette expédition à travers la mer des Sargasses était munie d'engins les plus modernes permettant d'étudier, sur une vaste échelle, la faune des grandes profondeurs de la mer.

## Travaux
Il est notamment l’auteur de la Vie psychique des insectes (Flammarion, Bibliothèque de philosophie scientifique, 1918), Habitudes et Métamorphoses des insectes (Flammarion, Bibliothèque de philosophie scientifique, 1921), Le Communisme chez les insectes (Flammarion, Bibliothèque de philosophie scientifique, 1926), Monographie des lépidoptères saturnides (1934) et Décapodes marcheurs de la faune de France (1940).

### Source
- Philippe Jaussaud et Édouard R. Brygoo, Du Jardin au Muséum en 516 biographies, Paris, Muséum national d’histoire naturelle de Paris, 2004, 630 p. (ISBN 2-85653-565-8)